# Реальні кабани
«Реальні кабани» (англ. Wild Hogs) — американська кінокомедія 2007 року про чотирьох чоловіків середнього віку, які вирішили згадати молодість і вирушити в подорож на мотоциклах.

## Сюжет
Четверо чоловіків середнього віку з невеликого містечка — передмістя Цинциннаті загрузли в побутових і сімейних проблемах. Вуді (Траволта) кинула дружина, та плюс до цього він розорений; Дага (Аллен) рідні змушують вести правильний і здоровий спосіб життя; Боббі (Ловренс) сидить без роботи, веде домашнє господарство і ніхто не вважає його главою сім'ї; програміст Дадлі (Мейсі) настільки заглибився в роботу, що навіть боїться спілкуватися з жінками.
У один прекрасний момент четвірка приятелів вирішує «згадати молодість», осідлати байки і вирушити в далеку подорож у напрямку до мексиканського кордону. Викинувши мобільні телефони і натягнувши куртки-косухи з написом Wild Hogs («Дикі кабани»), вони вирушають назустріч пригодам, молодості та спогадам про колишню свободу.
Дорогою їм довелося зіткнутися з багатьма проблемами — смішними і грізними. Ночівлі просто неба, купання голяка в озері, де до них несподівано приєднується поліціянт-гей, поломки байків, багаття з власного намету і багато іншого.
Але найголовніше випробування їх чекало попереду — зустріч з натовпом справжніх, непідробних, брудних, п'яних, суворих, бородатих і нечесаних байкерів з мотоклубу Del Fuegos на чолі з ще суворішим президентом клубу Джеком.

## В ролях
| У ролях           |  | Персонаж     |
| ----------------- |  | ------------ |
| Джон Траволта     |  | Вуді Стівенс |
| Тім Аллен         |  | Даг Медсенс  |
| Мартін Ловренс    |  | Боббі Девіс  |
| Вільям Мейсі      |  | Дадлі Френк  |
| Рей Ліотта        |  | Джек         |
| Маріса Томей      |  | Меггі        |
| М. К. Гейні       |  | Мардок       |
| Кевін Дюранд      |  | Ред          |
| Стівен Тоболовскі |  | Чарлі        |
| Пітер Фонда       |  | Деміан Блейд |

## Касові збори
Під час показу в Україні, що розпочався 15 березня 2007 року, протягом перших вихідних фільм демонстрували на ? екранах, що дозволило йому зібрати $231,038 і посісти 1 місце в кінопрокаті того тижня. Фільм опустився на другу сходинку українського кінопрокату наступного тижня, адже демонструвався вже на ? екранах і зібрав за ті вихідні ще $123,493. Загалом фільм в кінопрокаті України пробув 4 тижні і зібрав $537,305, посівши 33 місце серед найбільш касових фільмів 2007 року.